# Ministère de la Coopération et de l'Intégration africaine
Le ministère de la Coopération et de l'Intégration africaine est un ministère guinéen dont le dernier ministre est Amadou thierno Diallo.
Le ministère est associer au Ministère des affaires étrangères, de la coopération internationale, de l'Intégration africaine et des guinéens de l'étranger.

## Titulaires depuis 2010
| Nom | Nom                      | Dates du mandat | Dates du mandat | Gouvernement(s)                                                              |
| --- | ------------------------ | --------------- | --------------- | ---------------------------------------------------------------------------- |
|     | Koutoubou Moustapha Sano | 2011            | 2016            | Gouvernement Saïd Fofana (1) Gouvernement Saïd Fofana (2) Gouvernement Youla |
|     | Djènè Keita              | 26 mai 2018     | 15/01/2021      | Gouvernement Kassory I                                                       |
|     | Amadou Thierno Diallo    | 19/03/2021      | 05/09/2021      | Gouvernement Kassory II                                                      |